# Distrito de Braničevo
El Distrito de Braničevo (Браничевски округ / Braničevski okrug) es un distrito de Serbia. Tiene una superficie de 3.865 km² y una población total de 253.492 hab. Su capital es la ciudad de Požarevac
Está ubicado al nordeste de Serbia Central y limita al norte con Rumania y el distrito de Banato Meridional, al E con Rumania y el distrito de Poduvnalje, al sur con el distrito de Pomoravlje y al oeste con el distrito de Bor.

## Geografía
Es un distrito predominantemente montañoso. Los principales ríos que lo atraviesan son: Danubio, Morava, Mlava, Pek. Cuenta con un clima templado continental húmedo, con veranos calurosos e inviernos fríos y abundantes lluvias en todo el año.

## Municipios
El distrito de Braničevo se divide en 8 municipios (Општина / Opština):
- Golubac
- Kučevo
- Malo Crniće
- Požarevac
- Petrovac
- Žabari
- Žagubica
- Veliko Gradište

## Turismo
- En Požarevac: el Etno Park Tulba (un parque temático al aire libre).
- En Kostolac se encuentran los restos de la ciudad romana de Viminacium.
- El pueblo de Ljubičevo es famoso por la cría de caballos de carreras y por su feria.

- Datos: Q861539
- Multimedia: Braničevo District / Q861539